# Perutrut
Perutrut (Larus belcheri) är en sydamerikansk fågel i familjen måsfåglar inom ordningen vadarfåglar. Den förekommer utmed Stillahavskusten från Ecuador till Chile. Arten är fåtalig, men beståndet anses ändå vara livskraftigt.

## Utseende
Perutruten är en medelstor måsfågel (49 centimeter lång) med svartaktig mantel, vitt huvud och undersida, ett svart band på stjärten och en gul näbb med röd och svart spets. Utanför häckningstid har den ett brunsvart huvud och vit ögonring. Fötterna är gula och ögat svart.

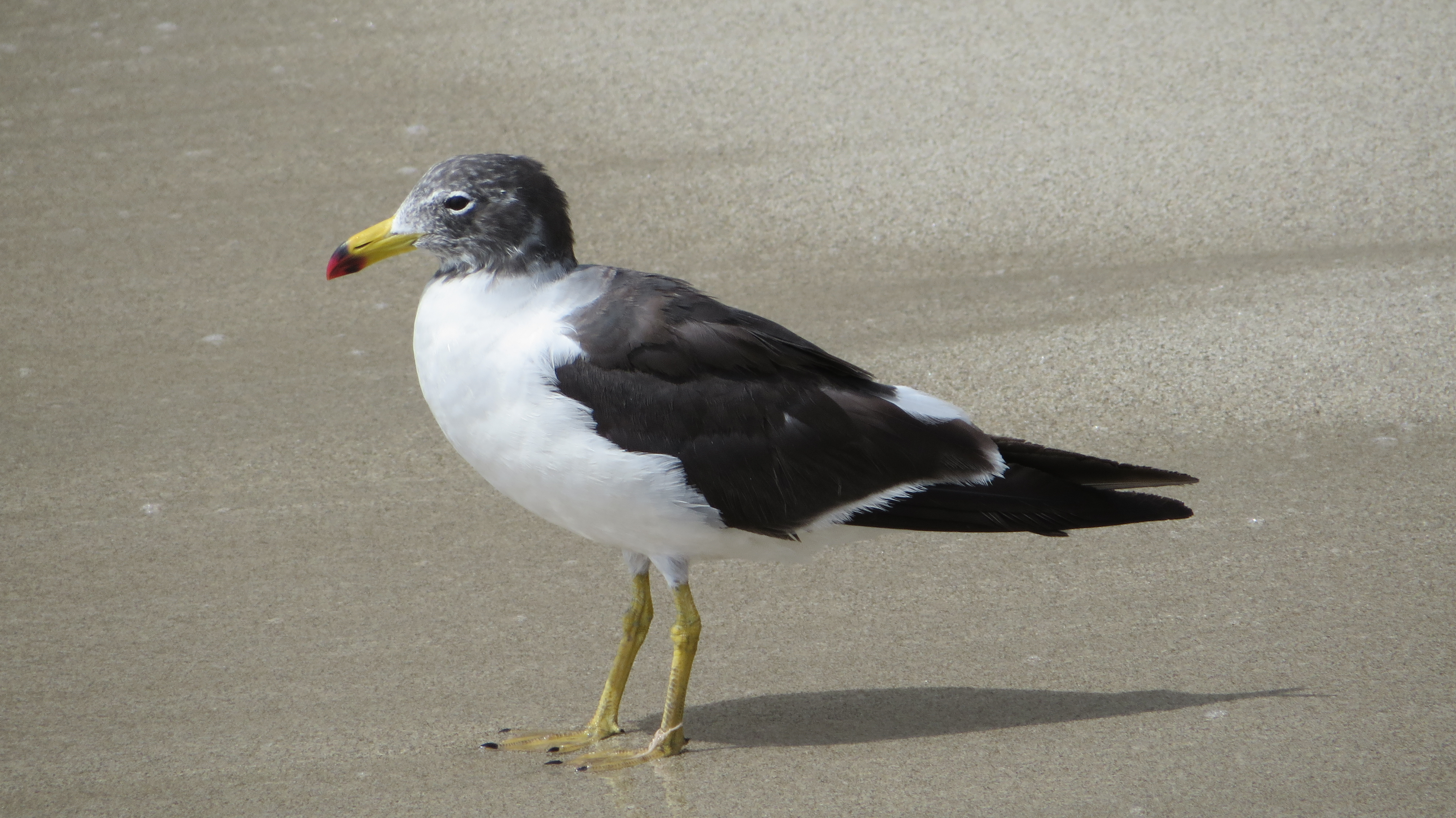
I vinterdräkt.
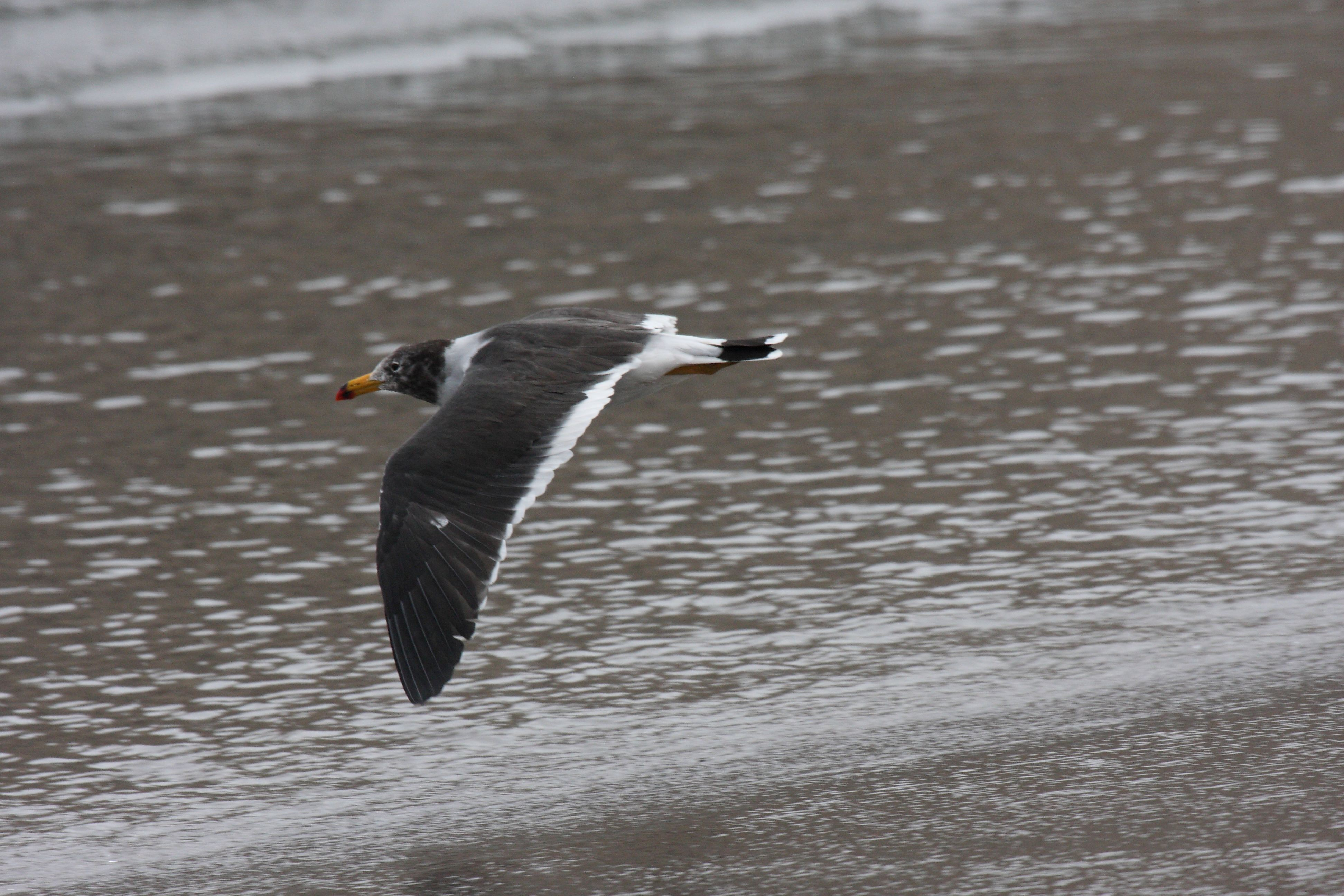
Flygande fågel i vinterdräkt.
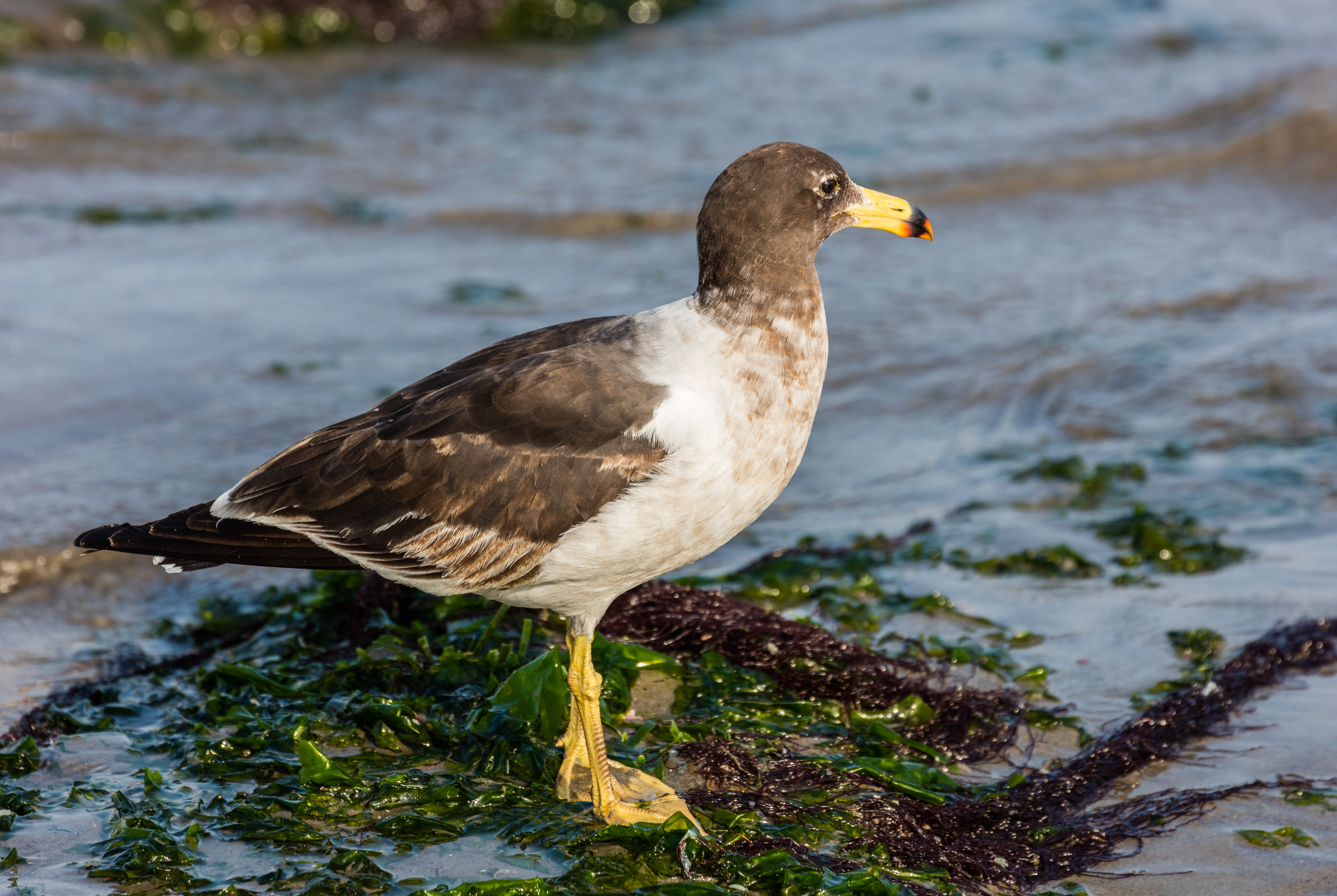
Ungfågel.
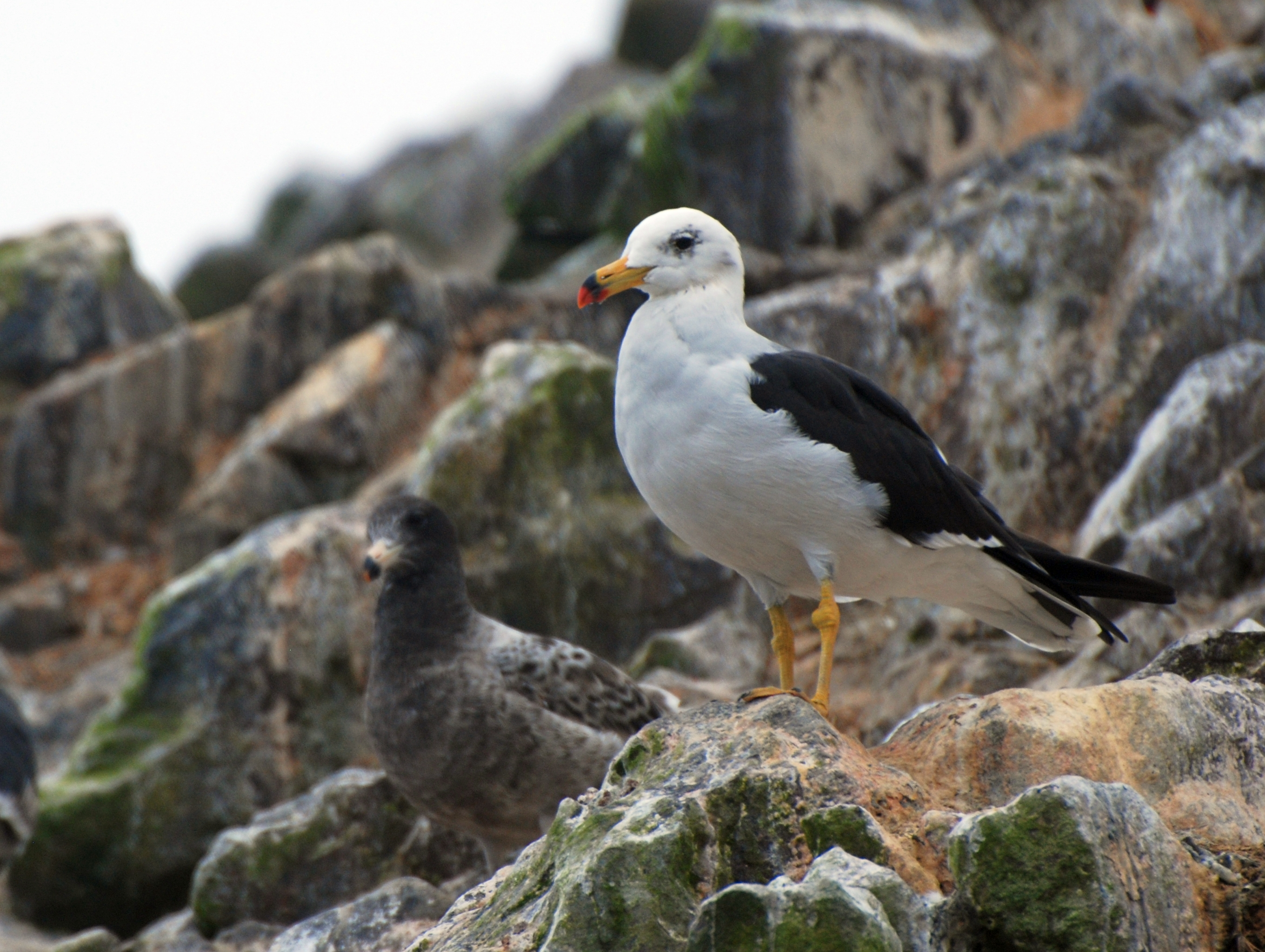
I häckningsdräkt.

## Läte
Perutrutens läte är ett klart och kort "yap" eller "yeow". Sången består av en accelererande serie med klara toner, "yaaaah yaaaah yah yah yah yah".

## Utbredning och systematik
Perutruten förekommer utmed Humboldtströmmen i Peru och Chile, och den är även spridd till Ecuador. Den har också påträffats i Panama. Den har även observerats i Florida i USA (september 1968, november 1974 till januari 1975 och januari till mars 1976) som tros ha nått ditt på naturlig väg, även om möjligheten finns att de nåt dit med hjälp av fartyg. Likaså finns ett fynd från södra Kalifornien med en fågel som stannade från augusti 1997 till januari 1998.
Fågeln har tidigare behandlats som samma art som argentinatrut (Larus atlanticus) som häckar utmed Sydamerikas Atlantkust. Idag anses de dock vara skilda arter av samtliga världsledande taxonomiska auktoriteter. Den behandlas som monotypisk, det vill säga att den inte delas in i några underarter.

### Släktskap
Perutruten tillhör en liten grupp måsfåglar där förutom argentinatruten även den asiatiska arten svartstjärtad mås (L. crassirostris) och den australiska grovnäbbad trut (Larus pacificus) ingår, liksom den dräktsmässigt avvikande arten vithuvad mås (L. heermanni) som förekommer utmed Mexikos västkust.

## Ekologi
Denna art häckar på klippiga kuster och guanoöar från december i spridda och små kolonier med ungefär 100 par. Den häckar i klippskrevor eller på sandstrand nära högsta tidvattenlinjen. Arten lever av fisk, krabbor, skaldjur och as, men också ägg och ungar från andra sjöfåglar.

## Status och hot
Världspopulationen av perutrut uppskattas till endast 1 000–10 000 individer, men eftersom den ökar i antal till följd av minskad förförjelse och utbredningsområdet är relativt stort betraktas den inte som hotad. Internationella naturvårdsunionen IUCN kategoriserar därför arten som livskraftig (LC).

## Namn
Perutruten har fått sitt latinska namn efter den engelske amiralen och polarforskaren Edward Belcher (1799-1877). På engelska heter arten följaktligen Belcher's Gull.